# Computermuseum der Fachhochschule Kiel

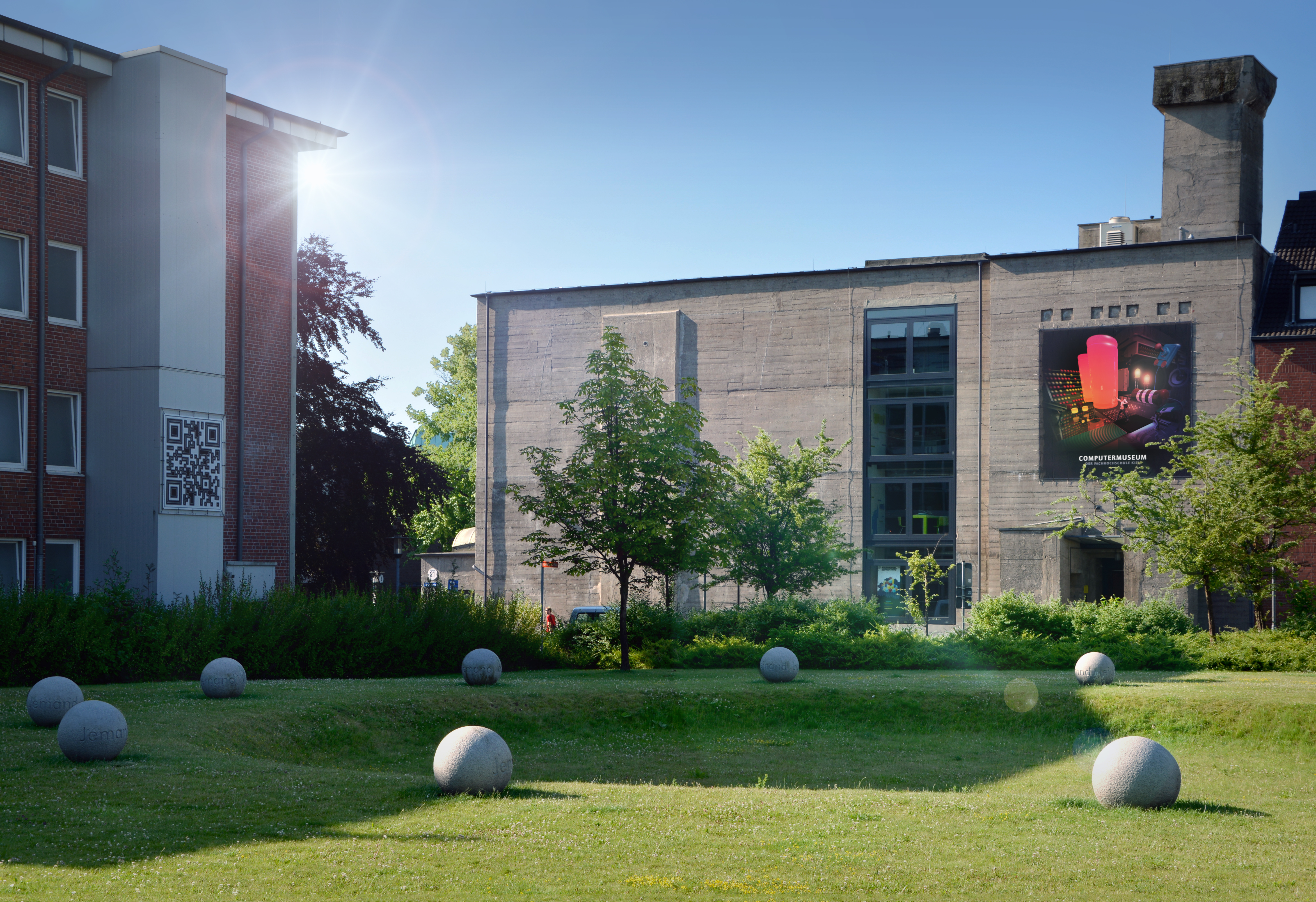
Außenansicht des Computermuseums der Fachhochschule Kiel. Im Vordergrund das Kunstwerk „Kontemplativer Raum“ von Lutger Gerdes am Max Reichpietsch Platz.

Das Computermuseum der Fachhochschule Kiel ist ein Museum im Kieler Stadtteil Neumühlen-Dietrichsdorf. Es wurde am 14. Juni 2011 eröffnet.

## Gebäude und Ausstellung
Das Museumsgebäude ist ein viergeschossiger Hochbunker aus dem Zweiten Weltkrieg, der im Verlauf eines Jahres zu einem modernen Museum umgebaut wurde. Auf rund 800 Quadratmetern zeigt das Computermuseum etwa 360 Ausstellungsstücke aus vergangenen Jahrzehnten der Computergeschichte. Das Spektrum reicht vom denkmalgeschützten elektromechanischen Relais-Computer Z11 der Zuse KG von 1958 und dem ersten volltransistorisierten deutschen Computer Siemens 2002 über Giganten wie dem 1,6 Tonnen schweren ehemaligen Supercomputer „Cyber 76“ bis zu den Mikrocomputern der 1990er Jahre.
Insgesamt 16 Medienstationen bieten Hintergrundinformationen in Form von Tondokumenten und Filmen, drei Emulationsstationen geben die Möglichkeit, alte Computerspiele auf originalgetreuen alten Rechnersystemen zu spielen. Im Vortragssaal im Erdgeschoss können sich Besucher mit einem eigens produzierten 3D-Film auf ihren Museumsbesuch einstimmen lassen.
Für die Kuratierung und Ausarbeitung der Ausstellung nach wissenschaftlichen Gesichtspunkten sorgte der Berliner Informatiker Ralf Bülow. Das Raum-, Licht- und Farbkonzept der Ausstellungsräume hat ein Team von Studierenden des Fachbereichs „Raumstrategien“ der Muthesius Kunsthochschule Kiel unter Leitung von Ludwig Fromm und Michael Breda entwickelt. Umsetzung: Fedor Sukatus (Architekt und Szenograf, Berlin) und Ludwig Fromm. Treibende Kraft und Gesamtleiter des Projekts Computermuseum war der Kanzler der Fachhochschule Kiel, Klaus Michael Heinze. Betreiber des Museums ist nun das Zentrum für Kultur- und Wissenschaftskommunikation der Fachhochschule Kiel, Leiter ist Markus Schack.
Der Mediendom, das Kultur- und Kommunikationszentrum Bunker-D, das Industriemuseum Howaldtsche Metallgießerei und das Computermuseum der Fachhochschule Kiel bilden in Kiel-Dietrichsdorf zusammen mit über 60 Kunstwerken im öffentlichen Raum ein kulturelles Angebot, das als „Kulturinsel Dietrichsdorf“ firmiert.

## Der Bunker

### Vorgeschichte
Der Bunker wurde 1941 für die Zivilbevölkerung Dietrichsdorfs gebaut, die unter den Angriffen der alliierten Bomber schwer zu leiden hatte. Nach dem Krieg wurde der Bunker entfestigt, indem mehrere große Öffnungen in die Wände gesprengt wurden. Während des Kalten Krieges wurden in den 1980er Jahren die Öffnungen wieder zubetoniert und der Bunker wurde erneut ausgerüstet, um im Kriegsfall als „Öffentlicher Schutzraum“ für 1047 Personen zur Verfügung zu stehen.

### Umbau
2006 entschied das Land, den Bunker vom Bund zu kaufen, und ihn für die Fachhochschule Kiel als Computermuseum herzurichten. Beim Umbau zum Museum sägte die Kieler Firma Konopka ab April 2010 erneut eine rund drei Meter breite und 13 Meter hohe Öffnung in die etwas mehr als zwei Meter dicke Betonwand des Bunkers. Die Spezialisten der Firma sägten das Wandstück für die Öffnung in mehreren Blöcken heraus, jeder davon rund 17 Tonnen schwer. In die Öffnung ist jetzt ein senkrechtes Fensterband eingebaut.
Das hintere Treppenhaus im Bunker reichte ursprünglich nur bis in die erste Etage. Um den Brandschutzbestimmungen gerecht zu werden, musste das Treppenhaus bis in die oberste Etage ausgebaut werden. Die Raumaufteilung in den Etagen ist durch Heraussägen von Wänden und Wandteilen verändert worden – auch um den Platz zu schaffen, der nötig war, die zum Teil sehr großen Computerkomponenten an ihren Platz in der Ausstellung zu schaffen. Außerdem musste der Aufzugschacht durch die Etagen gesägt werden.
Der Boden im gesamten Eingangsbereich wurde herausgesägt und rund 60 Zentimeter tiefer durch einen neuen Boden ersetzt. Der Schritt war nötig, um den Eingang ins Museum barrierefrei gestalten zu können. Ursprünglich führten eine kurze Treppe und eine rechtwinklig anschließende Druckschleuse in den Bunker. Eine der beiden schweren Stahltüren der Druckschleuse ist erhalten geblieben – wer den Aufzug im Empfangsbereich des Museums verlässt, geht direkt an ihr vorbei.
Insgesamt dauerten die Betonsägearbeiten rund drei Monate. Ferner wurde die gesamte Versorgungstechnik erneuert. Weil der Bunker unter Denkmalschutz steht, mussten alle Maßnahmen mit der zuständigen Behörde abgestimmt werden. Zuständig für den Umbau war die Gebäudemanagement Schleswig-Holstein (GMSH).
Die Gesamtinvestitionen für das neue Computermuseum beliefen sich auf rund 3 Millionen Euro. Der Betrag entspricht der Summe aus Geldern, die das Land Schleswig-Holstein gezahlt hat, Beiträgen von Sponsoren und dem Gegenwert der Arbeit ehrenamtlicher Unterstützer, zum Beispiel des Fördervereins Computermuseum Kiel e. V.

## Geschichte der Sammlung

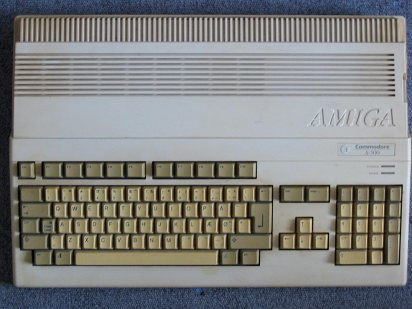
Auch die Ära der Heimcomputer findet ihre Würdigung, vertreten durch den Amiga 500 und andere Computer aus dieser Zeit

Den Grundstein zur Computersammlung der Fachhochschule Kiel hat ein Privatverein gelegt. Unter dem Vereinsnamen „Schleswig-holsteinisches Museum für Rechen- und Schreibtechnik e. V.“ verschrieben sich die Gründungsmitglieder im Dezember 1981 dem Ziel, Meilensteine der Rechentechnik vor der Verschrottung zu bewahren. Bereits im März 1982 eröffnete der Verein in den Räumen der damaligen Datenzentrale Schleswig-Holstein (heute Dataport) die erste Computerschausammlung Deutschlands.
1990 übergab der Verein die bis dahin stark angewachsene Sammlung an die Fachhochschule Kiel und wandelte sich um in den „Förderverein Computermuseum Kiel e.V.“, der Sammlung und Museum bis heute unterstützt.
Aus Mangel an Platz und Geld mussten die meisten der vielen Hundert Exponate nach der Übernahme durch die Fachhochschule Kiel lange in verschiedenen Magazinen auf ihren Auftritt in einem richtigen Museum warten. Erst 2006 fiel die Entscheidung, den Hochbunker am Eichenbergskamp vom Bund zu kaufen und ihn zum Computermuseum umzubauen. In den vergangenen Jahren konnten nur wenige Stücke provisorisch in einer Baracke auf dem Campus oder auf Wanderausstellungen öffentlich gezeigt werden.

## Daten und Zahlen
- Beginn des Umbaus vom Bunker zum Museum: April 2010
- Offizielle Eröffnung des Museums: 14. Juni 2011
- Für das Publikum geöffnet ab: 15. Juni 2011
- Ausstellungsfläche: rund 800 Quadratmeter auf vier Ebenen.
- 16 interaktive Medienstationen
- Drei Computersäulen für die Emulation früherer Computersysteme.
- Vortragsraum mit 3D-Beameranlage im Erdgeschoss.
- Zahl der Ausstellungsstücke: rund 360
- Ältester ausgestellter Originalcomputer: Zuse Z11, Baujahr 1958
- Ältestes Ausstellungsstück: Archimedes-Rechenmaschine (19......)
- schwerster ausgestellter Originalcomputer: Cyber 76 (1,6 Tonnen)
- Das Computermuseum der Fachhochschule Kiel ist nach dem Heinz Nixdorf MuseumsForum in Paderborn (6000 Quadratmeter, größtes Computermuseum der Welt) und den entsprechenden Abteilungen des Deutschen Museums in München (etwa 1400 Quadratmeter) das drittgrößte Computermuseum Deutschlands sowie das größte und umfassendste in Norddeutschland.

## Die Beteiligten
- Projektleitung: Klaus-Michael Heinze, Kanzler der Fachhochschule Kiel
- Leiter des Computermuseums: Markus Schack, Fachhochschule Kiel, Zentrum für Kultur- und Wissenschaftskommunikation
- Wissenschaftliche Projektleitung: Ralf Bülow, Fachhochschule Kiel, Zentrum für Kultur- und Wissenschaftskommunikation
- Ausstellungsdesign (Szenografie): Ludwig Fromm und Michael Breda mit Studierenden des Fachbereichs „Raumstrategien“ der Muthesius Kunsthochschule Kiel. Umsetzung: Fedor Sukatus (Architekt und Szenograf, Berlin)
- Technische Umsetzung Medientechnik: Markus Schack, Fachhochschule Kiel, Zentrum für Kultur- und Wissenschaftskommunikation
- Aufbauteam: Jochen Trümper (Vorarbeiter), Michael Nohns, Thobe Appel-Christiansen, Stefan Czech, Helge Küllsen, Igor Pevzner